# 杜杲 (正德進士)
杜杲（1474年—？年），字啓明，四川順慶府南充縣人，民籍，治《易經》，明朝政治人物。

## 生平
四川鄉試第二十八名舉人。正德六年（1511年）中式辛未科會試第一百六十二名，登第二甲第六十七名進士。

## 家族
曾祖杜森；祖父杜思通；父杜容。前母楊氏；母李氏。具庆下。